# Saint-Christophe-la-Couperie

Saint-Christophe-la-Couperie este o comună în departamentul Maine-et-Loire, Franța. În 2009 avea o populație de 757 de locuitori.